# Campeonato Cearense 1956
In 1956 werd het 42ste Campeonato Cearense gespeeld voor clubs uit Braziliaanse staat Ceará. De competitie werd georganiseerd door de FCF en werd gespeeld van 12 mei tot 30 september. Aanvankelijk was het de bedoeling om drie toernooien te spelen, maar dit werd niet gerealiseerd, waardoor Gentilândia na het tweede toernooi tot kampioen uitgeroepen werd. 

## Eerste toernooi
| Plaats | Club           | Wed. | W | G | V | Saldo | Ptn. |
| ------ | -------------- | ---- | - | - | - | ----- | ---- |
| 1.     | Calouros do Ar | 7    | 4 | 2 | 1 | 15:8  | 10   |
| 2.     | Ceará          | 7    | 4 | 1 | 2 | 15:12 | 9    |
| 3.     | América        | 7    | 3 | 2 | 2 | 24:12 | 8    |
| 4.     | Usina Ceará    | 7    | 3 | 1 | 3 | 24:13 | 7    |
| 5.     | Fortaleza      | 7    | 3 | 1 | 3 | 9:7   | 7    |
| 6.     | Ferroviário    | 7    | 3 | 1 | 3 | 16:17 | 7    |
| 7.     | Gentilândia    | 7    | 3 | 1 | 3 | 11:18 | 7    |
| 8.     | Nacional       | 7    | 0 | 1 | 6 | 5:32  | 1    |

|  | Uitgeschakeld voor tweede toernooi |

## Tweede toernooi
| Plaats | Club           | Wed. | W | G | V | Saldo | Ptn. |
| ------ | -------------- | ---- | - | - | - | ----- | ---- |
| 1.     | Gentilândia    | 5    | 4 | 0 | 1 | 7:5   | 8    |
| 2.     | Usina Ceará    | 5    | 2 | 2 | 1 | 9:6   | 6    |
| 3.     | Fortaleza      | 5    | 2 | 1 | 2 | 6:4   | 5    |
| 4.     | Calouros do Ar | 5    | 2 | 0 | 3 | 4:5   | 4    |
| 5.     | América        | 5    | 2 | 0 | 3 | 4:7   | 4    |
| 6.     | Ceará          | 5    | 1 | 1 | 3 | 5:8   | 3    |

|  | Kampioen |

### Kampioen
| Campeonato Cearense de 1956     |
| Ceará                           |
| ------------------------------- |
| GENTILÂNDIA Kampioen (1° titel) |